# Барцева, Софья Базыровна
Софья Базыровна Барцева (1929―2015) — советская бурятская балерина, танцовщица, Заслуженная артистка Бурятской АССР, Народная артистка Бурятской АССР, солистка Бурятского государственного театра оперы и балета имени Г. Ц. Цыдынжапова (1946―1954), солистка Бурятского государственного ансамбля песни и танца «Байкал» (1954―1963), кавалер Ордена «Знак почёта».

## Биография
Родилась в 1929 году в селе Аляты, Аларский район Бурят-Монгольская АССР, РСФСР. 
В 1937 году начала заниматься в хореографической группе музыкально-драматического театра в Улан-Удэ. Эту группу организовал выпускник Московской балетной школы Михаил Арсеньев вместе с женой. В 1940 году по инициативе Арсеньевых из бурятских детей набирали учеников в Ленинградское хореографическое училище, среди них была и Софья. 
Начавшаяся Великая Отечественная война прервала занятия и Софья вернулась в Бурятию, где доучивалась уже в открывшемся балетном отделении Улан-Удэнского театрально-музыкального училища, которое окончила в 1949 году.
Ещё во время учёбы в училище в 1946 году начала работать в балете Бурятского государственного театра оперы и балета имени Г. Ц. Цыдынжапова, на сцене которого исполняла ряд ведущих партий в спектаклях. 
В 1954 года Барцева стала солисткой балета Бурятского государственного ансамбля песни и танца «Байкал».  Много работала над повышением своего профессионального мастерства. В репертуаре артистки входили негритянский, мексиканский, молдавский, индийский, бурятский танцы. И всегда исполняла эти характерные танцы с блеском, сохранив их национальный колорит. 
Вместе с Б. Егоровым, В. Тумуровой, М. Санжиевым, С. Барцева украшала не одну программу ансамбля. В дни Декады бурятского искусства и литературы в Москве в 1959 году она выходила на сцену Колонного зала Дома Союзов «Индийским танцем». Горячо принимали москвичи и «Башкирский танец» в исполнении заслуженных артистов республики С. Барцевой и Б. Егорова. Тогда же они вместе с Максимом Санжиевым в концерте, который проходил в Центральном доме литераторов, подарили зрителям монгольский танец «В степи» на музыку Дамдинсурэна:

Эта лирическая сценка, поставленная М. Арсеньевым, была и остается, наряду с «Индийским танцем», одним из ярких, наиболее талантливых работ ансамбля «Байкал». Законченность и совершенство этого танца, его высокая художественная красота, выразительность были обусловлены, прежде всего, талантом исполнителей, их стремлением мыслить пластическими образами, умением придать традиционным формам новое звучание.— 
В составе ансамбля «Байкал» гастролировала по многим городам Советского Союза и Монголии.
За творческие достижения, за вклад в развитие бурятского танцевального искусства Софье Барцевой в 1955 году присвоено почетного звание «Заслуженной артистки Бурятской АССР». В 1959 году за успехи в развитие советского искусства и в связи с Декадой Бурятского искусства и литературы в Москве награждена орденом «Знак почёта». За вклад в развитие и сохранение бурятской культуры и искусства она удостоена почетного звания «Народная артистка Бурятской АССР».
С 1963 года Софья Барцева жила в Крыму. Там при Доме культуры медработников был создан народный оперный театр, в котором Софья Базыровна работала балетмейстером до 2009 года. 
Умерла 3 ноября 2015 года в Крыму.